# Jean Morlet
Jean Morlet (13 stycznia 1931, Fontenay‑sous‑Bois (region Île-de-France) – 27 kwietnia 2007) był francuskim geofizykiem, który był pionierem w dziedzinie analizy falkowej. Jego praca z okienkową transformatą Fouriera doprowadziła do powstania nowej transformaty, zwanej transformatą falkową, która znalazła zastosowanie w wielu dziedzinach geofizyki i przetwarzania sygnałów.

## Życiorys
Morlet studiował w École Polytechnique w latach 1952 -- 1955. Po studiach pracował w Elf Aquitaine na stanowiskach badawczych. Wprowadził nową technikę do analizy sygnałów występujących w danych z procedur poszukiwania złóż ropy naftowej. Dzisiaj, ten sposób analizy nazwa się analizą falkową.
Około 1975 roku zastosował falki do rozwiązywania problemów przetwarzania sygnałów w poszukiwaniach ropy naftowej, a dokładniej stworzył też termin falki, aby opisać funkcje, których używał w analizach sygnałów sejsmicznych. Morlet w tym czasie współpracował z Aleksem Grossmanem. Obecnie wprowadzone przez nich metody znane są jako transformata falkowa.

## Nagrody i wyróżnienia
Otrzymał Reginald Fessenden Award od Society of Exploration Geophysicists w 1997 r., a w 2001r. pierwszą nagrodę  Prix Chéreau Lavet Académie des Technologies.

## Dziedzictwo i znaczenie
Jean Morlet jest uznawany za współtwórcę terminu „falka” i pioniera analizy falkowej. Według opinii m.in. Yves’a Meyera i komentatorów z „Le Monde”, zasługuje na równie dużą uwagę jak inni twórcy teorii falek. W uznaniu zasług stworzono „Jean‑Morlet Chair” – program stypendialny CIRM/Aix-Marseille University, wspierający badania nad falkami i pokrewnymi dziedzinami matematyki.